# Erwin Ziesmann
Erwin Ziesmann (* 11. Februar 1925 in Amalienhof, Kreis Glogau; † 21. Februar 2009 in Leipzig) war ein deutscher Politiker und Funktionär der DDR-Blockpartei Demokratische Bauernpartei Deutschlands (DBD).
Ziesmann ist der Sohn einer Landarbeiterfamilie und wurde Maschinenschlosser, staatlich geprüfter Landwirt und Diplom-Agronom. Als solcher wurde er zum Vorsitzenden der LPG „Falkenstruth“ in Beilrode im Kreis Torgau ernannt. Er lebte in Zwethau. Von 1963 bis 1976 gehörte er als Mitglied der DBD-Fraktion der Volkskammer der DDR an.